# Лава запасних
«Лава запасних» (англ. The Benchwarmers) — американська спортивна кінокомедія режисера Денніса Дугана, що вийшла 2006 року.

## Сюжет
На бейсбольному полі кремезний, неспортивної статури підліток на ім’я Нельсон Кармайкл та його друзі зазнають знущань з боку місцевої команди малої ліги. Гас Метьюз і Кларк Ріді проганяють хуліганів. Наступного дня Гас, Кларк і Річі Гудман приходять на поле, щоб пограти в бейсбол. З'являються хулігани і вимагають, щоб вони пішли геть. Гас кидає виклик їхній команді завоювати у грі право займати поле. Незважаючи на жахливу гру Річі та Кларка, троє друзів виграють гру завдяки дивовижним здібностям Гаса. Незабаром ці троє подружилися з батьком-мільярдером Нельсона Мелом Кармайклом, який вмовляє їх провести кругову гру з усіма командами малої ліги штату. Переможці отримають доступ до нового багатомільйонного бейсбольного поля. Друзі приєднуються до турніру, і їх команда стає популярною серед багатьох ботанів, дітей із слабкими спортивними здібностями та широкої громадськості.

## У ролях
| Актор         | Роль             |
| ------------- | ---------------- |
| Роб Шнайдер   | Гас Метьюз       |
| Девід Спейд   | Річі Гудмен      |
| Джон Гідер    | Кларк Ріді       |
| Джон Ловітц   | Мел Кармайкл     |
| Крейг Кілборн | Джеррі Макдавелл |
| Нік Свардсон  | Гауї Гудмен      |
| Моллі Сімс    | Ліз Метьюз       |
| Тім Медоуз    | Вейн             |
| Аморі Ноласко | Карлос           |

## Критика
Фільм отримав змішані, більше негативні відгуки: на Rotten Tomatoes оцінки фільму 13% на основі 71 відгуків від критиків і 64% від більш ніж 250 000 глядачів.

## Нагороди
Фільм був номінований на премію Teen Choice Awards як найкраща комедія, а Джон Гідер був номінований на премію Teen Choice Awards як найкращий актор комедії.
В той же час Роб Шнайдер за роль Гаса був номінований на антипремію «Золота малина» 2007 року як найгірший актор, а 2010 року за цю та інші свої ролі був номінований на антипремію «Золота малина» як найгірший актор десятиліття.